# ホールド・ミー・タイト
「ホールド・ミー・タイト」（Hold Me Tight）は、ビートルズの楽曲である。1963年に発売された2作目のイギリス盤公式オリジナル・アルバム『ウィズ・ザ・ビートルズ』に収録され、アメリカでは1964年に発売されたキャピトル編集盤『ミート・ザ・ビートルズ』に収録された。レノン＝マッカートニー名義となっているが、主にポール・マッカートニーによって書かれた楽曲。アルバム『プリーズ・プリーズ・ミー』のセッションで初めて録音されたが、最終的に同作には収録されることはなかった。

## 背景・レコーディング
「ホールド・ミー・タイト」は、1961年にマッカートニーが中心となって作曲された楽曲で、1963年までライブのレパートリーに含まれていた。1963年2月11日に行なわれたアルバム『プリーズ・プリーズ・ミー』のためのセッションで録音されたが、最終的に同作への収録は見送られた。その後、9月12日に9テイクで再録音された。
マッカートニーとレノンは、本作に対して低く評価している。1980年代に行なわれたマーク・ルイソンとのインタビューで、マッカートニーは「あの曲のことはあまり覚えてないな。ただ『仕事』として書いた曲はあまり記憶に残ってないんだ」と語っており、1997年に出版された『Paul McCartney: Many Years from Now』では「失敗作。アルバムの曲数稼ぎにしかならなかった」と語っている。レノンは、1980年に行なわれた　
『プレイボーイ』誌のインタビューで、「ポールの曲。僕も少しだけ手伝ったかもしれないけど…覚えてないな。本当につまらない曲で、どちらにせよ全然興味がなかった」と語っている。
マッカートニーは、後に同名の異なる楽曲を書いており、この楽曲は『レッド・ローズ・スピードウェイ』にメドレー曲の1つとして発売された。

## 評価
「ホールド・ミー・タイト」について、音楽評論家から低い評価を受けている。ロイ・カーとトニー・タイラーは、共同で出版した著書『The Beatles: An Illustrated Record』で、本作をアルバムの中で最も貧弱な曲として挙げ、「曲の完成度に対するマッカートニーのビジョンが明らかに欠けていたから失敗した」と述べており、マッカートニーのボーカルについて「音程が外れている」と主張している。一方で、イアン・マクドナルドは著書『Revolution in the Head』で、一部の悪評は不当とし、「低音を強調して大音量で再生すれば、バンドのライブ・サウンドを色濃く反映した圧倒的なモータリック・ロッカーになる」と述べている。
『ローリング・ストーン』誌に寄稿したロブ・シェフィールドは、本作について「ぞっとさせる」と評している。

## クレジット
※出典
- ポール・マッカートニー - ボーカル、ベース、ハンドクラップ（英語版）
- ジョン・レノン - ハーモニー・ボーカル、リズムギター、ハンドクラップ
- ジョージ・ハリスン - バッキング・ボーカル、リードギター、ハンドクラップ
- リンゴ・スター - ドラム、ハンドクラップ
- ジョージ・マーティン - プロデュース
- ノーマン・スミス - エンジニア

## カバー・バージョン
- ザ・トレジャーズ - 1963年にフィルズ・レコード（英語版）よりシングル盤として発売[14]。
- トッド・ラングレン - 1998年に発売されたアルバム『Somewhere, Anywhere: The Unreleased Tracks』に収録[15]。
- エヴァン・レイチェル・ウッド - 2007年に発売された映画『アクロス・ザ・ユニバース』のサウンドトラック・アルバムに収録[16]。